# Pajszö
Pajszö (egyszerűsített kínai írással: 百色市, pinjin: Bǎisè, Bósè) prefektúra szintű város Kínában, Kuanghszi-Csuang Autonóm Terület tartományban. Lakosainak száma 3 571 505 fő (2020).

## Népesség
| 2018 | 3 669 400 |
| 2020 | 3 571 505 |